# Габріель Ферр'є
Габріель Жозеф-Марі-Огюстен Ферр'є (29 вересня 1847, Нім — 6 червня 1914, Париж) — французький художник-портретист.

## Біографія
Народився в родині фармацевта. Навчався в Національній вищій школі образотворчих мистецтв у Ернста Ебера та Ізидора Пільса. У 1869 році перший раз виставлявся в паризькому Салоні. Два роки по тому отримав Римську премію і навчався у Французькій академії в Римі з 1873 по 1876 рік. Після повернення до Франції спеціалізувався на малюванні портретів. У 1883 році здійснив тривалу поїздку в Алжир. У 1906 році став професором в Академії вишуканих мистецтв. У 1911 році був нагороджений орденом Почесного легіону.
Серед його учнів були Роже Бісьєр, Луїс Рікардо Фалеро, Альберто Лінч та інші.